# Elattostachys microcarpa
Elattostachys microcarpa är en kinesträdsväxtart som beskrevs av Sally T. Reynolds. Elattostachys microcarpa ingår i släktet Elattostachys och familjen kinesträdsväxter. Inga underarter finns listade i Catalogue of Life.